# Koray Aldemir
Koray Aldemir (Berlim, 1990) é um jogador de pôquer profissional alemão, residente em Viena, na Áustria. Koray foi campeão da Série Mundial de Pôquer de 2021 ganhando um prêmio de US$ 8 milhões.